# Gul kornlöpare
Gul kornlöpare (Amara fulva) är en skalbagge i familjen jordlöpare.
Det är en stor (8-10,4 millimeter) ljust färgad jordlöpare. Den är klumpigt byggd och svår att förväxla med andra arter när man väl känner den. Den finns över större delen av landet förutom fjällen och är en utpräglad sandmarksart som ej trivs där det finns sammanhängande vegetationstäcke.